# Джийн Хауард
Джийн Е. Хауард (английски: Jean Elizabeth Howard) e професор по англицистика и сравнително литературознание в Колумбийския университет. Един от представителите на Новия историцизъм в литературознанието.

## Биография
Джийн Хауард получава бакалавърската си степен в университета Браун (1970), магистърската – в Лондонския университет (1972), а докторската – в Йейлския университет (1975). Като преподавател отначало е ангажирана в университета на Сиракюз (1975), където получава първата си академично значима научна награда – Wasserstrom Prize – за приноса ѝ като преподавател и научен ръководител на студенти. Но кариерата ѝ е свързана най-дълго с Колумбийския университет, където е Джордж Делакорт професор по хуманитаристика.
Директор на Института за изследвания на жените и пола към Колумбийския университет (1997-1999). Президент на Шекспировата асоциация в Америка (1999-2000). Първи зам.-ректор на Колумбийския университет (2004-2007). Сенатор на обществото Phi Beta Kappa. Постоянен член на редакционния съвет на PMLA.
Автор е на изследвания върху Шекспир, Поуп, елизабетинската драма, дебатите в съвременното литературознание (с ударение върху Новия историзъм и постмодерния политически феминизъм).
Член е на редколегиите на научните списания Shakespeare Quarterly, Renaissance Drama и Shakespeare Studies.

## Основни произведения

### Автор
- Shakespeare's Art of Orchestration: Stage Technique and Audience Response (Умението на Шекспир в оркестрирането: сценична техника и отклик на публиката). Urbana: University of Illinois Press, 1984.
- The Stage and Social Struggle in Early Modern England (Сцената и социалният сблъсък в ренесансова Англия). London: Routledge, 1994.
- Engendering a Nation: A Feminist Account of Shakespeare's English Histories (Раждането на нацията: Феминистко описание на Шекспировите английски истории) (заедно с Филис Ракин), London: Routledge, 1997.
- Theater of a City: The Places of London Comedy 1598-1642 (Театърът на града: Местата на лондонската комедия 1598-1642), Philadelphia: University of Pennsylvania Press, 2007.[1], [2]
- (в съавторство с Кристъл Бартолович и Дейвид Хилмън) Shakespeare and Marx. Continuum Press, 2012.
- Staging History, 2014.

### Редактор
- Shakespeare Reproduced: The Text in History and Ideology, съсъставител и съредактор заедно с Марион О'Конър. London: Methuen, 1987.
- The Norton Shakespeare, съсъставител и съредактор. New York: Norton, 1997.
- Marxist Shakespeares, съсъставител и съредактор заедно със Скот Шършоу. 2000.
- Един от редакторите на четиритомния Companion to Shakespeare's Works на издателство Blackwell.
- Отговорен редактор на контекстуалните издания на Шекспир, осъществени от издателство Bedford.

## На български
- Джийн Хауард, „Новият историзъм в изследванията върху Ренесанса“. (Превод от английски Евгения Панчева). – Литературна мисъл, 1991, кн.7, 149-174.

## Признание
Носител е на множество стипендии и награди, сред които Гугенхайм, ACLS, NEH, Фолгър, Хънтингтън и Нюбъри.
Носител на наградата „Бърнард Хюит“ за изключително изследване в областта на театралната история – за книгата Театърът на града: Местата на лондонската комедия 1598-1642 (2008).